# Mindaugas Malinauskas
Mindaugas Malinauskas (Vilnius, 1983. augusztus 11. –) litván válogatott labdarúgókapus. Jelenleg kapusedzőként dolgozik az FK Riteriai csapatánál.

## Mérkőzései a litván válogatottban
| #  | Dátum            | Ellenfél | Eredmény | Kiírás              | Esemény |
| -- | ---------------- | -------- | -------- | ------------------- | ------- |
| 1. | 2006. március 1. | Albánia  | 2 – 1    | barátságos mérkőzés |         |
| 2. | 2007. február 6. | Mali     | 1 – 3    | barátságos mérkőzés |         |

## Pályafutása

### Debrecen
2010. nyarán, ötéves szerződést írt alá, a bajnoki címvédő Debrecen gárdájával.
2012 februárjában szerződést bontott a DVSC-vel.

### FK Šiauliai
2012 márciusában visszatért Litvániába, az FK Šiauliai játékosa lett.